# Melanagromyza pseudoplacata
Melanagromyza pseudoplacata är en tvåvingeart som beskrevs av Spencer 1977. Melanagromyza pseudoplacata ingår i släktet Melanagromyza och familjen minerarflugor. Inga underarter finns listade i Catalogue of Life.